# Hans Kloss. Stawka większa niż śmierć
Hans Kloss. Stawka większa niż śmierć (Nederlands: Hans Kloss. Tarief hoger dan de dood) is een Poolse oorlogsfilm uit 2012. De film is afgeleid van de, in Polen populaire, televisieserie Stawka większa niż życie uit 1967-1968.

## Verhaallijn
Hans Kloss, een Pools geheim agent die opereert onder codenaam J-23, komt in 1945 een nazi-schat op het spoor. Terwijl Kloss de vijand probeert te dwarsbomen moet hij tegelijkertijd de mooie Elsa zien te redden.

## Rolverdeling
| Acteur                | Personage       | Opmerkingen    |
| --------------------- | --------------- | -------------- |
| Stanisław Mikulski    | Hans Kloss      |                |
| Tomasz Kot            | Hans Kloss      | Jongere versie |
| Emil Karewicz         | Hermann Brunner |                |
| Piotr Adamczyk        | Hermann Brunner | Jongere versie |
| Daniel Olbrychski     | Werner          |                |
| Wojciech Mecwaldowski | Ringle          |                |
| Grzegorz Kowalczyk    | Mischke         |                |
| Adam Woronowicz       | Lau             |                |
| Marta Żmuda           | Elsa            |                |
| Błażej Pieczonka      | Morozow         |                |